# Любимовский сельсовет (Кореневский район)
Люби́мовский сельсовет — муниципальное образование со статусом сельского поселения в Кореневском районе Курской области Российской Федерации.
Административный центр — село Любимовка.

## История
Статус и границы сельсовета установлены Законом Курской области от 21 октября 2004 года № 48-ЗКО «О муниципальных образованиях Курской области».

## Население
| 2002 | 2010 | 2012 | 2013 | 2014 | 2015 | 2016 |
| ---- | ---- | ---- | ---- | ---- | ---- | ---- |
| 747  | ↗851 | ↘823 | ↘791 | ↘758 | ↘745 | ↘722 |
| 2017 | 2018 | 2019 | 2020 | 2021 |      |      |
| ↘720 | ↘718 | ↗723 | ↘719 | ↗744 |      |      |

## Состав сельского поселения
| № | Населённый пункт | Тип населённого пункта       | Население |
| - | ---------------- | ---------------------------- | --------- |
| 1 | Любимовка        | село, административный центр | ↘560      |
| 2 | Обуховка         | село                         | ↘291      |